# 莱克斯·弗里德曼
萊克斯·弗裡德曼（英語： /ˈfriːdmən/；1983年8月15日—）是美國計算機科學家與播客節目主持人。其主持的《萊克斯·弗裡德曼播客》自2018年開播至今，專訪對象涵蓋科學界、科技產業、體育界及政壇等多元領域的領軍人物。
弗裡德曼在2019年因伊隆·馬斯克公開讚許其任職麻省理工學院期間的研究成果而廣受關注，該研究主張駕駛者使用特斯拉半自動駕駛系統時仍能維持注意力。此結論引發人工智慧領域專家質疑，且研究未經同儕審查程序。 同年弗裡德曼轉任麻省理工學院AgeLab榮譽研究員（無給職），並自2023年起出任麻省理工學院信息與決策系統實驗室（LIDS）專任研究科學家。

## 早年生活與教育
阿列克謝·亞歷山德羅維奇·弗裡德曼出生於塔吉克蘇維埃社會主義共和國契卡洛夫斯克，成長於莫斯科。 其家族具有猶太血統。 父親亞歷山大·弗裡德曼為電漿物理學家，現任德雷克塞爾大學教授。兄長格里高利亦曾於該校任教。
1994年前後，適逢蘇聯解體後社會動盪時期，11歲的弗裡德曼舉家自俄羅斯遷居美國芝加哥地區。 他就讀於伊利諾州內珀維爾的紐瓦克谷高中。 2010年於德雷克塞爾大學取得計算機科學學士與碩士學位， 2014年再獲該校電機工程與計算機工程博士學位。 博士論文《基於行為生物特徵的主動身份認證系統研究》由摩西·卡姆與史蒂文·韋伯共同指導，主要探討「桌面電腦與移動設備的主動身份認證機制」。

## 職業生涯

### 麻省理工時期
2014年，弗裡德曼受聘於谷歌繼續其博士論文關於人工智慧身份認證的研究，但僅任職六個月便離職，坦言更鍾情「學術環境中自由探索的研究模式」。 2015年轉赴麻省理工AgeLab，專注「運用心理學與大數據分析解構駕駛行為」。
2019年，弗裡德曼發表未經同儕審查的特斯拉自動駕駛系统研究報告，主張半自動駕駛系統使用者仍能保持專注，此結論與既有的人機互動研究相左。研究發表後，弗裡德曼受邀至特斯拉總部專訪伊隆·馬斯克。該研究遭杜克大學教授、美國國家公路交通安全管理局顧問米西·卡明斯質疑方法論存在重大缺陷，人工智慧專家阿尼瑪·阿南德庫瑪建議應先進行同儕審查再尋求媒體曝光。 馬斯克專訪播出後，其播客流量顯著攀升，惟該研究最終從麻省理工官網撤下。
此後弗裡德曼離開AgeLab，轉任麻省理工航空航天系榮譽研究員（無給職）。 2023年起，出任麻省理工學院信息與決策系統實驗室（LIDS）專任研究科學家。

### 《萊克斯·弗裡德曼播客》
弗裡德曼於2018年創立該播客節目，原名《人工智慧播客》，2020年更名為現稱。 節目嘉賓涵蓋伊隆·馬斯克、亞馬遜公司創辦人傑夫·貝佐斯、唐納·川普、Facebook共同創始人馬克·祖克柏、弗拉基米爾·澤倫斯基、維基百科聯合創始人吉米·威爾斯、演員馬修·麥康納、饒舌歌手肯伊·威斯特、導演奧利佛·史東、以色列總理班傑明·納坦雅胡、歷史學家哈拉瑞、物理學家麗莎·藍道爾及作家穆罕默德·庫德等各界人士。據《波士頓環球報》2024年報導，該播客訂閱數已達360萬。
2022年10月，肯伊·威斯特參與節目時發表涉及猶太屠殺、墮胎議題及猶太族群的爭議性不實言論。 弗裡德曼於X平台分享該集連結時表示：「我深信坦誠而富同理心的深度對話，能為世界增添更多善意。」

### 社會評價
計算生物學家利奧·帕克特指出「部分學界人士憂心弗裡德曼加劇了『虛假資訊的聲浪』」，另有匿名人工智慧研究者質疑其「為追求名聲背離學術嚴謹性」。 物理學家弗朗克·韋爾切克則肯定弗裡德曼「具備較多數科技記者更深的學術素養」。
《大西洋雜誌》記者海倫·路易斯撰文批評弗裡德曼「完全缺乏新聞從業者應有的客觀立場」，曾專訪私人友人伊凡卡·川普與贾里德·库什纳，並於LinkedIn透露2023年感恩節期間在對方宅邸共賞《教父》系列電影。路易斯指出，在2024年唐納·川普專訪中，弗裡德曼未即時糾正受訪者關於阿靈頓國家公墓事件的不實陳述，卻為摯友喬·羅根辯護，稱川普對其過於苛刻。
《當下事務》雜誌編輯內森·羅賓森評論道：「弗裡德曼雖非意識形態掛帥，且真誠試圖理解左派思想（曾訪談理查德·沃爾夫、斯蒂夫·科恩及諾姆·喬姆斯基），並主辦過比約恩·隆伯格與安德魯·雷夫金的氣候議題辯論，但其節目仍顯現類似喬·羅根的立場失衡問題——右翼『知識暗網』型來賓遠多於左派。」羅賓森強調，「該播客充分展現所謂中立姿態，實則難以有效反制謬論與有害觀點」。
《科技邊緣》2023年專文指出，該播客「深受科技菁英追捧」，但弗裡德曼「提問方式過於溫和」。 《國土報》記者班·山繆同年撰文批評，稱弗裡德曼未能在班傑明·納坦雅胡專訪中質疑其爭議言論。 彭博新聞社記者艾倫·休特2024年分析指出，科技業執行長們視該播客為「相較傳統媒體更具善意的發聲管道」。

## 個人生活
弗裡德曼持有巴西柔術黑帶一段資格，此段位由賓夕法尼亞州費城Balance Studios的里卡多·米利亞雷斯與菲爾·米利亞雷斯兄弟授予。
現居德克薩斯州奧斯汀。

## 外部連結
- 官方网站